# Eisenbahn-Unfalluntersuchungsverordnung
Die Eisenbahn-Unfalluntersuchungsverordnung (EUV) ist eine Rechtsverordnung des damaligen Bundesministers für Verkehr, Bau und Stadtentwicklung und regelt die Untersuchung gefährlicher Ereignisse im Eisenbahnbetrieb auf den in § 5b Abs. 1 des Allgemeinen Eisenbahngesetzes (AEG) genannten Infrastrukturen.

## Rechtsgrundlagen und Anwendungsbereich
Die Verordnung in ihrer ursprünglichen Fassung von 2007 diente der Umsetzung der Richtlinie 2004/49/EG des Europäischen Parlaments und des Rates vom 29. April 2004 über Eisenbahnsicherheit in der Gemeinschaft und galt für die Untersuchung gefährlicher Ereignisse im Eisenbahnbetrieb, soweit diese dem
Bund obliegt.
Mit Gesetz vom 27. Juni 2017 wurde § 5b in das Allgemeine Eisenbahngesetz eingefügt, der die Untersuchung von Unfällen und Störungen durch die Bundesstelle für Eisenbahnunfalluntersuchung (BEU) als nationale Untersuchungsstelle im Sinne der Richtlinie (EU) 2016/798 vorsieht. Diese Richtlinie fasste die Richtlinie 2004/49/EG neu und war Bestandteil des Vierten Eisenbahnpakets.
Seit ihrer letzten Änderung im Jahr 2019 verweist die EUV auf die in § 5b AEG genannten Infrastrukturen. § 5b AEG verweist wiederum auf Art. 2 Abs. 2 Buchstabe c und Abs. 3 Buchstabe a bis c der Richtlinie 2016/798. Danach gilt die EUV nicht auf Infrastrukturen, soweit diese nicht zu Eisenbahninfrastrukturen des Bundes gehören. Das sind insbesondere Netze, die vom übrigen Eisenbahnsystem der Union funktionell getrennt sind, Eisenbahninfrastrukturen im Privateigentum sowie Infrastrukturen und Fahrzeuge, die ausschließlich für den lokal begrenzten Einsatz oder ausschließlich für historische oder touristische Zwecke genutzt werden.

## Untersuchungs- und Meldepflicht
Die Untersuchungen haben das Ziel, die Ursachen gefährlicher Ereignisse im Eisenbahnbetrieb zu ermitteln, um gefährliche Ereignisse zu verhüten und die Eisenbahnsicherheit zu verbessern.
Schuld- oder Haftungsfragen sind nicht Gegenstand der Untersuchung.
Die zuständige Untersuchungsstelle ist die Bundesstelle für Eisenbahnunfalluntersuchung (BEU).
1. Sie muss bei einer Zugkollisionen/-entgleisungen mit mindestens einem Todesopfer oder mindestens fünf Schwerverletzten oder mit beträchtlichem Schaden für die Fahrzeuge, Infrastruktur oder Umwelt sowie sonstige Unfälle mit den gleichen Folgen Untersuchungen einleiten
2. Sie kann nach pflichtgemäßem Ermessen bei allen weiteren Ereignissen Untersuchungen einleiten.

Die BEU muss die Untersuchungen unverzüglich, spätestens innerhalb von zwei Monaten nach dem Eingang der Meldung des gefährlichen Ereignisses einleiten.
Eisenbahnverkehrs- und Eisenbahninfrastrukturunternehmen haben Unfälle (Kollisionen, Entgleisungen, Unfälle auf Bahnübergängen, Unfälle mit Personenschäden, unter Beteiligung Fahrzeugen, Brände und sonstige Unfälle), schwere Unfälle und Störungen unverzüglich dem BEU zu melden. Sie haben die Pflicht, alle zur Untersuchung erforderlichen Informationen zur Verfügung zu stellen.

## Maßnahmen an der Unfallstelle
EIUs sind verpflichtet, Unfallstellen unverzüglich und gegen Zutritt unbefugter zu sichern.
Über Zutritt und Freigabe der Unfallstelle entscheidet der Untersuchungsbeauftragte der BEU zusammen mit der Strafverfolgungsbehörde.
Die Unfallstelle, Unfallspuren, Fahrzeuge, Fahrzeugteile und sonstiger Inhalt der Fahrzeuge dürfen bis zur Freigabe durch den Untersuchungsbeauftragten nicht berührt oder verändert werden.
Davon ausgenommen sind:
1. Bergungs- und Rettungsmaßnahmen
2. Maßnahmen zur Abwehr einer unmittelbar drohenden Gefahr
3. Löschmaßnahmen

## Untersuchungsbericht
Die BEU veröffentlicht nach Abschluss der Untersuchungen ihren Untersuchungsberichte.

### Inhalt
Die Meldung umfasst:
1. den Namen und die Anschrift der meldenden Eisenbahn unter Angabe eines Ansprechpartners,
2. die Benennung der Ereignisart,
3. den Ereignistag und die Uhrzeit,
4. Angaben zu a) dem Ereignisort, aufgeführt nach aa) dem Bundesland, bb) der Betriebsstelle und den benachbarten Betriebsstellen und cc) der Streckennummer und des Streckenkilometers, b) der Zugsicherungseinrichtung, c) dem Zugfunk, d) dem Betriebsverfahren und e) einem erteilten Nothaltauftrag,
5. die Benennung der beteiligten Eisenbahnen,
6. die Angabe der Zugnummern und der Zuggattungen der beteiligten Züge,
7. Angaben zum Hergang des gefährlichen Ereignisses,
8. Angaben über die Folgen, dargestellt nach Personenschäden, Sachschäden und der Beteiligung von Gefahrgut, und
9. Angaben zur Ursache des gefährlichen Ereignisses und, soweit die Ursache nicht eindeutig bestimmbar ist, über die vermutete Ursache des gefährlichen Ereignisses.

Zusätzlich zu den Angaben nach I. melden Eisenbahninfrastrukturunternehmen:
1. Angaben zu der Bezeichnung und Nummer der betroffenen Gleise, Weichen und Gleissperren,
2. Angaben zu der Signalbezeichnung,
3. Angaben zu der Bezeichnung und Bauform der beteiligten Stellwerke,
4. den Bahnübergang, die Art der Sicherung des Bahnübergangs und der Überwachung des Bahnübergangs und dessen Bauform und
5. die örtlich aktuell zugelassene Geschwindigkeit.

Zusätzlich zu den Angaben nach I. melden Eisenbahnverkehrsunternehmen:
1. die europäische Fahrzeugnummer der beteiligten Fahrzeuge,
2. die Art der beteiligten Fahrzeuge und
3. das Abfertigungsverfahren

Die BEU hält betroffenen Eisenbahnen, Halter, Hersteller, die Sicherheitsbehörde, die Agentur sowie die beteiligten Rettungsdienste, Unfallopfer und deren Angehörige sowie Geschädigte bei berechtigtem Interesse über den Fortgang der Untersuchung auf dem Laufenden.
Die endgültige Veröffentlichung soll nicht länger als 12 Monate nach dem Eintreten des gefährlichen Ereignisses stattfinden, allerdings können in bestimmten Fällen Veröffentlichungen Jahre dauern. Hier werden jährlich Zwischenberichte veröffentlicht.

## Sicherheitsempfehlungen
Die BEU kann jederzeit Sicherheitsempfehlungen aussprechen. Diese enthalten die Maßnahmen,  zur Verbesserung der Eisenbahnsicherheit und Verhütung gefährlicher Ereignisse.
Die Sicherheitsempfehlungen werden an das EBA und wenn nötig an weitere Behörden Deutschlands und der anderer EU-Mitgliedsstaaten übermittelt.

## Jahresbericht
Die Untersuchungsstelle veröffentlicht jedes Jahr spätestens bis zum 30. September einen Bericht über die im Vorjahr durchgeführten Untersuchungen, die ausgesprochenen Sicherheitsempfehlungen und die aufgrund früherer Sicherheitsempfehlungen getroffenen Maßnahmen.

## Ordnungswidrigkeiten
Wer vorsätzlich oder fahrlässig:
1. eine Meldung nicht, nicht richtig, nicht vollständig, nicht in der vorgeschriebenen Weise oder nicht rechtzeitig macht,
2. eine Information nicht, nicht richtig, nicht vollständig oder nicht rechtzeitig nachreicht oder nicht auf dem neuesten Stand hält oder
3. eine Unfallstelle, eine Unfallspur, ein Fahrzeug, ein Fahrzeugteil oder sonstigen Inhalt eines Fahrzeugs verändert,

kann mit einer Geldstrafe bis zu 50.000 € bestraft werden.